# Buddy Boeheim
Jackson Thomas "Buddy" Boeheim (* 11. November 1999) ist ein amerikanischer Basketballspieler der Syracuse Orange in der Atlantic Coast Conference (ACC). Er ist der Sohn des Basketballtrainers Jim Boeheim.

## High-School-Karriere
Boeheim besuchte die Jamesville-DeWitt High School in DeWitt (US-Bundesstaat New York). Als Junior erzielte er durchschnittlich 26,3 Punkte und 9,8 Rebounds pro Spiel, führte sein Team zum Titel Class A Section III und wurde zum Spieler des Jahres der Schulen der Central New York Large ernannt. Für seine letzte Saison wechselte Boeheim zur Brewster Academy in Wolfeboro (Bundesstaat New Hampshire) und fungierte dort als Teamkapitän. Er entschied sich zum Wechsel an die Syracuse University und damit zur von seinem Vater als Cheftrainer betreuten Hochschulmannschaft. Angebote von Gonzaga und UMass schlug er aus.

## College-Karriere
Boeheim kam in seiner ersten Saison in Syracuse von der Bank und erzielte durchschnittlich 6,8 Punkte pro Spiel. Im zweiten Jahr stand er bei all seinen 32 Einsätzen in der Startaufstellung und erzielte durchschnittlich 15,3 Punkte. Am 11. März 2021 erzielte Boeheim bei der 69:72-Niederlage gegen Virginia im Viertelfinale des ACC-Turniers einen neuen persönlichen Bestwert von 31 Punkten. In seinem nächsten Spiel, am 19. März, erzielte er 30 Punkte bei einem 78:62-Erstrundensieg gegen San Diego State, die an sechster Stelle gesetzte Mannschaft beim NCAA-Turnier.

## Privatleben
Sein Vater ist der Basketballtrainer Jim Boeheim, für den er in Syracuse spielt. Zwei seiner Geschwister spielen College-Basketball: sein älterer Bruder Jimmy in Cornell und seine Zwillingsschwester Jamie in Rochester.